# Anhydridy karboxylových kyselin

Obecný vzorec anhydridu karboxylové kyseliny.

Anhydridy karboxylových kyselin jsou organické sloučeniny obsahující anhydridovou funkční skupinu –CO–O–CO–, vznikají kondenzací dvou skupin COOH karboxylových kyselin za odštěpení molekuly vody.

## Příprava
- Dehydratace karboxylové kyseliny. Jako dehydratační činidlo se používá oxid fosforečný.
2 CH3-COOH → CH3-CO-O-CO-CH3 + H2O
- Reakce sodné nebo draselné soli karboxylové kyseliny s acylhalogenidem.
R-CO-ONa + R'-CO-Cl → R-CO-O-CO-R' + NaCl

## Reakce

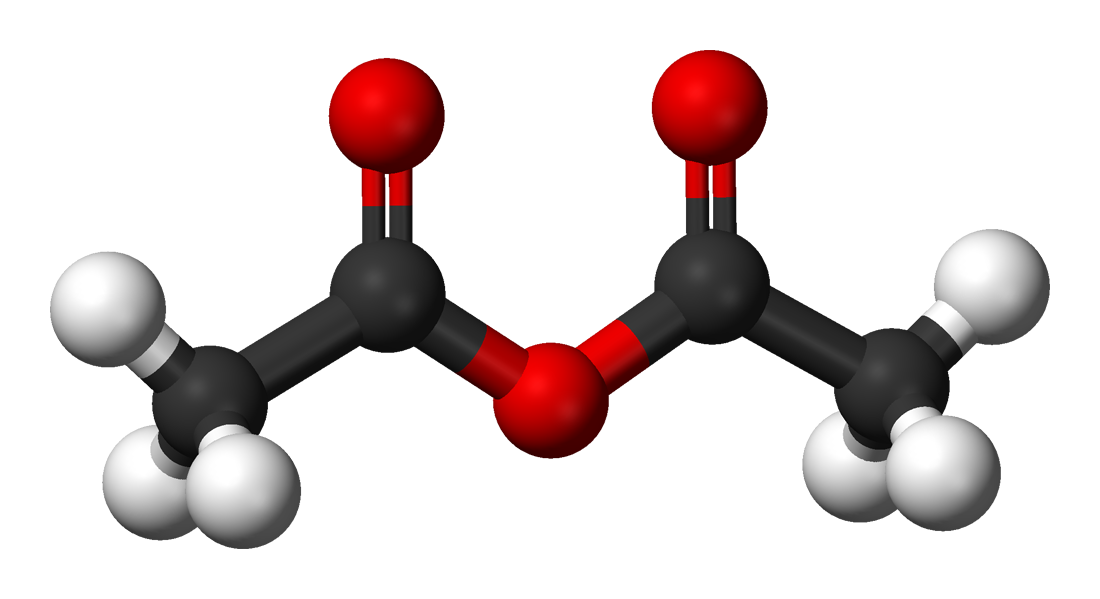
3D model acetanhydridu.

Anhydridy karboxylových kyselin jsou výborná acylační činidla (nicméně slabší než acylhalogenidy) a proto jako produkty reakcí vznikají nejrůznější deriváty karboxylových kyselin.
- Hydrolýzou vznikají původní karboxylové kyseliny.
CH3-CO-O-CO-CH3 + H2O → 2 CH3-COOH
- Reakcí s hydroxidem se tvoří příslušné soli karboxylových kyselin.
CH3-CO-O-CO-CH3 + 2 KOH → 2CH3-CO-OK + H2O
- S alkoholy reagují za vzniku esteru a karboxylové kyseliny.
CH3-CO-O-CO-CH3 + R'OH → CH3-CO-OR' + CH3-COOH
- Reakcí s amoniakem, případně primárním a sekundárním aminem, vzniká amid nebo substituovaný amid karboxylové kyseliny a karboxylová kyselina.
CH3-CO-O-CO-CH3 + NHR1R2 → CH3-CO-NR1R2 + CH3-COOH
- Působením halogenovodíkových kyselin vznikají acylhalogenidy a karboxylové kyseliny.
CH3-CO-O-CO-CH3 + HX → CH3-CO-X + CH3-COOH

## Názvosloví
- systematický název: základ názvu kyseliny (latinský nebo systematický) + (karbox)anhydrid
- opisný název: např. „anhydrid kyseliny octové a propionové“
- u cyklických anhydridů lze použít název odvozený z kyslíkatého heterocyklu

ftalanhydrid, benzen-1,2-dikarboxanhydrid
acetanhydrid, ethananhydrid
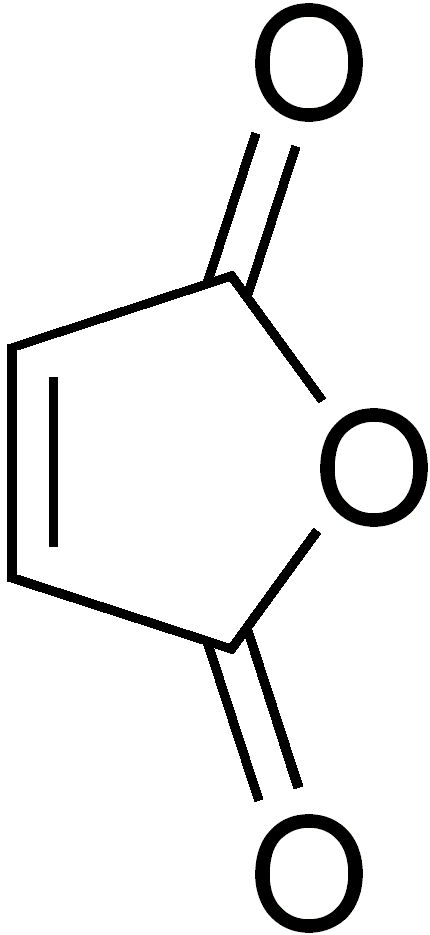
maleinanhydrid, furan-2,3-dion
benzanhydrid, benzenkarboxanhydrid
propionanhydrid, propananhydrid
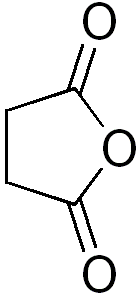
sukcinanhydrid, oxolan-2,5-dion